# لاریجان (خداآفرین)
شهر لاریجان (خداآفرین) شهری در مرکز بخش گرمادوز شهرستان خداآفرین در استان آذربایجان شرقی ایران است.

## جمعیت
بنابر سرشماری مرکز آمار ایران، جمعیت این شهر در سال ۱۳۹۵ خورشیدی، برابر با ۱٬۰۹۴ نفر بوده است.